# El tigre de Santa Julia (pel·lícula de 2002)
El tigre de Santa Julia és una pel·lícula mexicana històrica i biogràfica del 2002 dirigida per Alejandro Gamboa.

## Sinopsi
El film narra part de la vida del bandoler José de Jesús Negrete Medina però trastocant la realitat per a convertir-lo en un heroi i lladre justicier. L'escenografia i ambientació de la pel·lícula evoca a la revista El Payo que es publicava en la dècada de 1970. La història comença narrant el naixement de Negrete Medina a Cuerámaro on queda orfe de mare, perquè aquesta mor durant el part, i on és rebutjat pel seu pare. Ja com a adult es trasllada al barri de Santa Julia en la Ciutat de Mèxic. Milita durant algun temps en l'exèrcit en l'època del Porfiriato però rebutja la idea de lluitar en contra les manifestacions civils i en contra els rebels.
En ser ferit en una batalla pel capità Calleja es dona de baixa de l'exèrcit. Al seu retorn a Santa Julia es veu involucrat en una renyina amb un maltractador de dones. El fet és magnificat pel periodista Nando qui li assigna el sobrenom d' “el Tigre”. Medina Negrete inicia les seves gestes com a bandoler amb un grup d'homes, els que per no seguir el seu pla cauen morts durant el seu primer robatori a una hisenda. D'aquesta manera, Medina recluta dones per a formar una nova banda, que és perseguida pel capità Calleja.

## Repartiment
El càsting el va realitzar Manuel Teil, qui finalment va seleccionar com a protagonistes principals a::
- Miguel Rodarte: José de Jesús Negrete Medina "el Tigre"
- Irán Castillo: Gloria Galicia
- Ivonne Montero: Rosa
- Fernando Luján: Nando, l'escriptor
- Adalberto Parra: Calleja
- Juan Ríos: Pedro Luna
- Isaura Espinoza: Simona Medina
- Anilú Pardo: Inés Luna
- Roberto "el Flaco Guzmán": Tuerto Artemio
- Jéssica Segura: Yola
- Cristina Michaus: Tomasa Rojo
- Julio Casado: Garduño
- Luis Couturier: aristócrata
- Juan Ángel Esparza: Zepeda
- Juan Carlos Martín del Campo: escolta
- Joaquín Cosío: cap d'escolta dels aristòcrates
- Raúl Méndez: Miranda

## Producció
Va ser una producció tripartida de Videocine, Plural i Cinépolis Producciones, amb el productor principal Eckehardt von Damm, el productor executiu Salvador de la Fuente i el director de producció Pablo Martínez de Velasco. El disseny de producció va ser d'Antonio Muño-Ferro.
La direcció va estar a càrrec d'Alejandro Gamboa, qui va comptar amb Joaquín Silva, Issa García Ascot i Santiago Paredes com els seus assistents. El guió va ser escrit pel mateix Alejandro Gamboa i Francisco Sánchez. L'ambientació dels escenaris va estar a càrrec de Sandra Cabriada, els vestuaris d'època van ser confeccionats per Adela Cortázar. La fotografia va ser d'Alfredo Kassem, els responsables de so van ser Antonio Diego, Ruy García, Rafael Molina i Alejandro Gamboa. La musicalització va ser de Santiago Ojeda.

## Premis i reconeixements
El film va participar en el Festival de Cinema Llatinoamericà de Nova York LaCinemaFe, com a resultat es va guanyar el premi Manzana de Oro a la millor pel·lícula i, per la seva actuació, Anilú Pardo va guanyar el premi corresponent a la millor actriu. D'altra banda, el diari El Heraldo de México —en el seu últim lliurament dels Premis Herald, que va tenir lloc en el 2003— va reconèixer Irán Castillo com a millor actriu, Miguel Rodarte com a revelació masculina i Ivonne Montero com a revelació femenina. Als premis MTV Movie Awards Mèxic 2003, foren nominats Irán Castillo com a actriu favorita, Miguel Rodarte com a actor favorit, Adalberto Parra com a vilà favorit i la cançó “Hiéreme” com a millor cançó de pel·lícula; fou premiada l'escena d'Ivonne Montero i Miguel Rodarte com a millor seqüència còmica. Per part de l'Academia Mexicana de Artes y Ciencias Cinematográficas, en la XLV edició dels Premis Ariel fou nominada al millor guió, disseny de vestuari, so, efectes especials i Isaura Espinoza com a millor actriu de repartiment.